# Cercartetus concinnus
La zarigüeya pigmea del suroeste (Cercartetus concinnus) o posum pigmeo del suroeste, zarigüeya pigmea occidental o mundarda, es un pequeño marsupial que habita en Australia. Los estudios genéticos indican que el pariente más cercano de esta especie es probablemente la zarigüeya pigmea oriental, de la que sus ancestros divergieron hace unos ocho millones de años.

## Descripción
La zarigüeya pigmea del suroeste es inusual entre los cuatro miembros de su  género, ya que, a diferencia de sus parientes grises, el pelo sobre la mayor parte de su cuerpo es de un tono canela brillante. Además posee partes inferiores de color blanco níveo, lo que también la distingue de sus parientes, y tiene un parche de pelaje más oscuro delante de los ojos. Posee grandes orejas ovaladas, ojos grandes y  bigotes largos. La cola es larga y prensil, y está cubierta de escamas finas, en lugar de pelo. Las patas traseras tienen un  primer dígito opuesto, mientras que las cuatro patas tienen almohadillas grandes en la punta de los dedos.
Aunque es pequeña en comparación con las verdaderas zarigüeyas y la zarigüeya australiana, es una de las más grandes zarigüeyas pigmeas, la cabeza y cuerpo de los adultos miden entre 5.7 a 7.2 cm y su cola de 7.7 a 8.7 cm. Los adultos pesan entre 8 y 21 g. La hembra tiene una bolsa bien desarrollada, la apertura hacia el frente, y que contiene seis mamas. Su lengua llega a medir un máximo de 1.2 cm de longitud, es inusualmente grande para un animal tan pequeño.

## Distribución y hábitat
Cuenta con una distribución irregular, que incluye el suroeste de Australia Occidental, así como áreas del cinturón de trigo del sur de Australia, la isla Canguro y  Victoria al sur de Edenhope. También se encuentra en el extremo sur de Nueva Gales del Sur-occidental, donde es considerada en peligro Habita bosques semiáridos, matorrales y brezales, dominados por plantas como la limpia botellas, melaleuca, banksia y grevillea. A pesar de que se había pensado previamente que existían dos subespecies, separadas en la distribución de la Llanura de Nullarbor, los estudios genéticos no revelaron ninguna diferencia significativa entre las poblaciones oriental y occidental. Además, si bien la especie no es nativa de la zona, se han encontrado fósiles de la región de llanura de Nullarbor.

## Comportamiento y dieta
La zarigüeya pigmea del suroeste es solitaria y nocturna. Durante el día se refugian en huecos de árboles o grietas naturales, nidos de pájaros, o la vegetación densa. Durante la noche, se desplazan en busca de comida o compañeros, cubriendo unos 50 m cada día, y pueden migrar a zonas diferentes en el curso de un año, dependiendo de los recursos vegetales locales. Pasan la mayor parte de su tiempo en los árboles, utilizando sus patas y colas prensiles para agarrar ramas, sujetar los materiales de nidos, y las flores abiertas para acceder al néctar. Producen un chasquido vibratorio rápido.
Se alimenta principalmente de néctar y polen, especialmente de plantas tales como melaleuca y eucalipto, y puede desempeñar un papel en la polinización. También complementa su dieta con pequeñas cantidades de insectos, sus depredadores nativos incluyen quolls, serpientes y búhos, aunque en los tiempos modernos, el animal también cae presa de los carnívoros introducidos, tales como el zorro rojo y gatos domésticos.
Las zarigüeyas pigmeas del suroeste tienen la capacidad de entrar en letargo durante tiempo inclemente o frío, lo que les permite conservar las reservas de energía y los alimentos. Durante el letargo, que puede durar hasta siete días seguidos, la temperatura corporal cae a menos de un grado Celsius por sobre la temperatura ambiente, y el consumo de oxígeno a sólo un 1 % de lo normal. Duermen en su frente, con las orejas dobladas sobre sus ojos, y la larga cola enrollada debajo de su cuerpo. En comparación con otros mamíferos de tamaño similar, despiertan del letargo con inusual rapidez.

## Reproducción
Las zarigüeyas pigmeas del suroeste pueden criar durante todo el año, aunque lo hacen con mayor frecuencia en la primavera, y dan a luz  camadas de cuatro a seis crías. Aunque la madre a menudo lleva más de seis embriones a la vez en su vientre, porque tiene sólo seis mamas, y los marsupial jóvenes permanecen unidos a un pezón durante gran parte de su vida temprana, seis es el número máximo que es capaz de criar. Excepcionalmente, sin embargo, la madre puede dar a luz sólo dos días después del destete de una camada anterior, y las tetas cambian dramáticamente de tamaño para dar cabida a los jóvenes más pequeños, y las glándulas mamarias de volver a la producción de calostro.
Los jóvenes son ciegos cuando salen de la bolsa en torno a los 25 días de edad, por lo que inicialmente permanecen dentro del nido, y son completamente destetados cerca de 50 días luego de nacer. Las hembras alcanzan la madurez sexual a los doce a quince meses.